# Cordulegaster picta
Cordulegaster picta – gatunek ważki z rodziny szklarnikowatych (Cordulegastridae). Występuje od wschodniej Bułgarii i północno-wschodniej Grecji przez Turcję po Azerbejdżan i Gruzję.